# Institut de la statistique du Québec
Institut de la statistique du Québec (hrvatski: Kvebečki institut za statistiku) je organizacija koju je osnovala narodna skupština Québeca 1. travnja 1999. godine. Unutar ove organizacije uključene su neke prije nezavisne institucije. Ovaj institut bavi se istraživanjem i objavljivanjem statističkih podataka na području pokrajine.

## Vanjske poveznice
- Službena stranica  Arhivirana inačica izvorne stranice od 16. veljače 2011. (Wayback Machine) (fr.) (engl.)